# Rosario Weiss Zorrilla
María del Rosario Weiss Zorrilla (Madrid, 2 de octubre de 1814-Madrid, 31 de julio de 1843) fue una pintora española del siglo XIX, ahijada y discípula de Francisco de Goya, con quien compartió los últimos años de su vida el singular pintor aragonés. De sus dotes artísticas dan una idea los setenta y siete dibujos conservados en la Hispanic Society y en un principio atribuidos a Goya, que en 1956 José López-Rey demostró que eran de Rosario.

## Biografía
Bautizada en Madrid con el nombre de María del Rosario, como hija de Leocadia Zorrilla y Galarza y —"según los papeles"— del joyero de padre alemán Isidoro Weiss, con quien Leocadia se había casado en 1807.

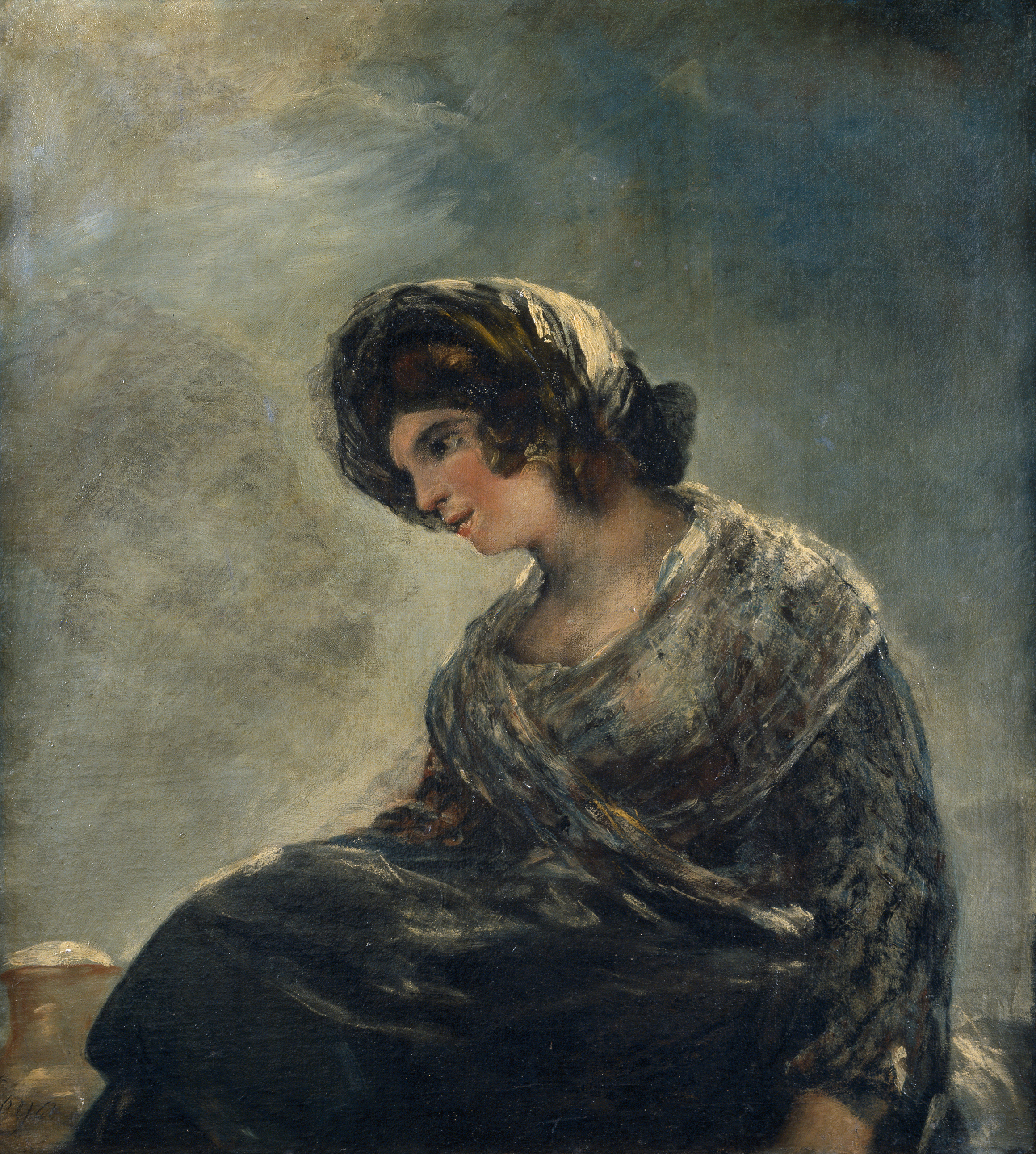
La lechera de Burdeos, atribuido a Goya hacia 1827, durante su exilio en Burdeos, Francia, un año antes de su muerte. Algunos especialistas y biógrafos han propuesto la posibilidad de que la retratada fuese su ahijada Rosario, con quien compartió los últimos años de su vida el singular pintor aragonés.

Ha quedado noticia de que Goya en plena creación de las Pinturas negras en la Quinta del sordo, inició a Rosario en el dibujo cuando apenas tenía ella siete años. A los once, ya en Burdeos, la puso como alumna de un tal Vernet fabricante de papeles pintados.
El propio pintor, en una carta a su amigo el banquero Joaquín María Ferrer, residente en París, describía así a su pupila:

Esta célebre criatura quiere aprender a pintar de miniatura, y yo también quiero, por ser el fenómeno tal vez mayor que habrá en el mundo de su edad hacer lo que hace; la acompañan cualidades muy apreciables como usted verá si me favorece en contribuir a ello; quisiera yo enviarla a París por algún tiempo, pero quisiera que usted la tuviera como si fuera hija mía ofreciéndole a usted la recompensa ya con mis obras o con mis haberes; le envío a Usted una pequeña señal de las cosas que hace...
Francisco de Goya y Lucientes  Burdeos, 28 de noviembre de 1824. 

No se sabe si el entusiasmo de Goya era sincero o influenciado por Leocadia, la madre de la joven promesa. En cualquier caso, Ferrer no contestó a la propuesta del anciano maestro. Así, en 1827 Goya puso a Rosario en manos del pintor Antoine Lacour que había abierto escuela en Burdeos, aunque el estilo académico del francés satisfizo poco el genio de don Francisco.
Tras la muerte de Goya el 16 de abril de 1828, despachada la familia Weiss Zorrilla con tirante generosidad —pues Leocadia y Javier, el hijo del pintor, se odiaban mutuamente—, regresaron a España en junio de 1833, con la amnistía que ese año se ordenó para los delitos contra Fernando VII. Ya en Madrid, madre e hija salvaron la situación de desamparo gracias a las copias que Rosario hacía en el Real Museo de Pintura y Escultura, actual Museo del Prado, de obras de Murillo, Vicente López y otros autores (pues poca ayuda habían sido los mil francos que le había dado Javier, el único hijo sobreviviente de Goya y único heredero nombrado en su testamento "irrevocable" hecho en 1811).
Agotadas sus posibilidades en el Museo, Rosario continuó su tarea en la Academia de San Fernando copiando obras por encargo de particulares y también del restaurador Serafín García de la Huerta, algunas de las cuales pudieron haber sido vendidas como originales por dicho restaurador. La copista, no obstante continuó su carrera, ahora participando en las exposiciones organizadas por el Liceo Artístico y Literario.
Pero su mejor oportunidad se produjo cuando en junio de 1840 fue nombrada Académica de mérito de San Fernando y, en 1842, maestra de dibujo de las infantas Isabel (futura Isabel II) y Luisa Fernanda, recibiendo un sueldo de ocho mil reales. Es curioso el dato que reseñan sus biógrafos, de que el empleo le vino gracias a los amigos liberales de su hermano, Guillermo Weiss —tras el nombramiento del general Espartero como regente del reino y de Agustín Argüelles como tutor de la reina—, y no por el lado de los antiguos amigos de Goya (como el referido banquero Joaquín María Ferrer o la marquesa de Santa Cruz). En cualquier caso, no parece que las "augustas menores" sacasen especial provecho de las enseñanzas que les pudo dar Rosario.

### Muerte de Rosario
Por el informe del médico-cirujano de la familia real del 31 de julio de 1843, se conocen algunas circunstancias relacionadas con la imprevista muerte de la joven artista a sus 28 años de edad. Al parecer fue víctima de un profundo y violento «shock» o ataque de pánico, sufrido cuando, saliendo del Palacio de dar sus clases, se encontró con un motín popular al día siguiente a la caída del general Espartero como regente. Otro documento importante para fijar los últimos años de la artista es la "encendida necrológica" que le escribiera en 1843 en la Gaceta de Madrid Juan Antonio Rascón, amigo de la familia a través de su amistad con Guillermo Weiss; según la cual el fallecimiento se produjo por una infección intestinal.

## Obra
Diversas instituciones guardan en sus fondos obras de la artista. Se conservan pinturas, dibujos y litografías en la Biblioteca Nacional de España, la biblioteca de la Real Academia Española, en el Museo Lázaro Galdiano, Real Academia de San Fernando, Museo del Romanticismo y en el Museo del Prado, donde se conservan una pintura y un dibujo adquirido en 2014.

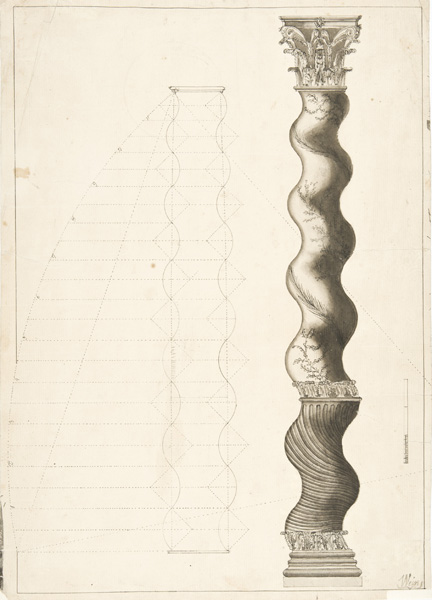
Estudio para columna (ca. 1820-1843).
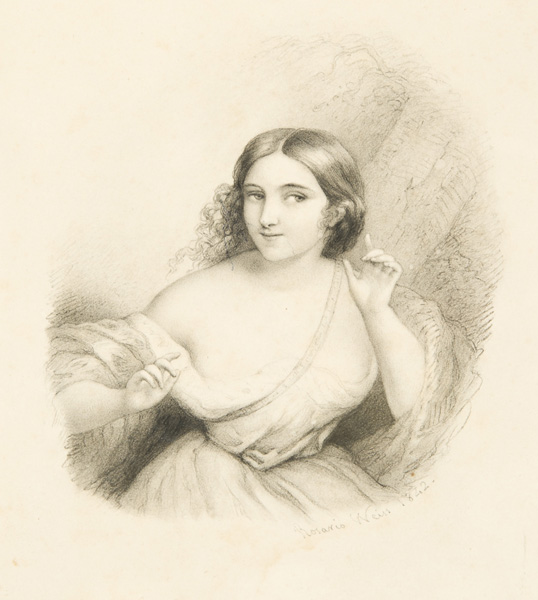
Alegoría de la Atención (1842).
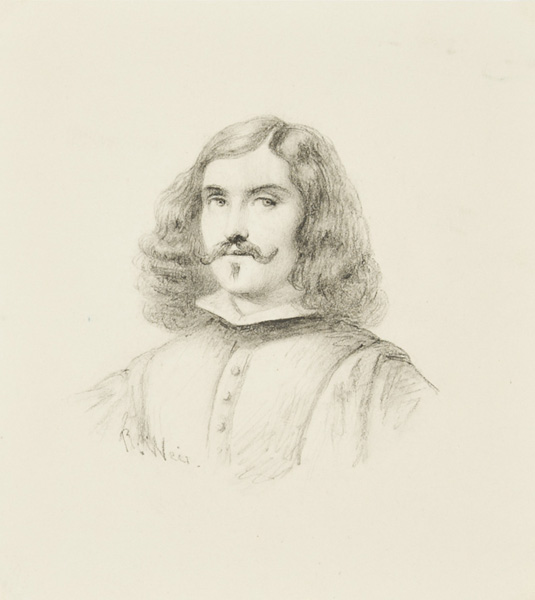
Caballero (ca. 1820-1843).
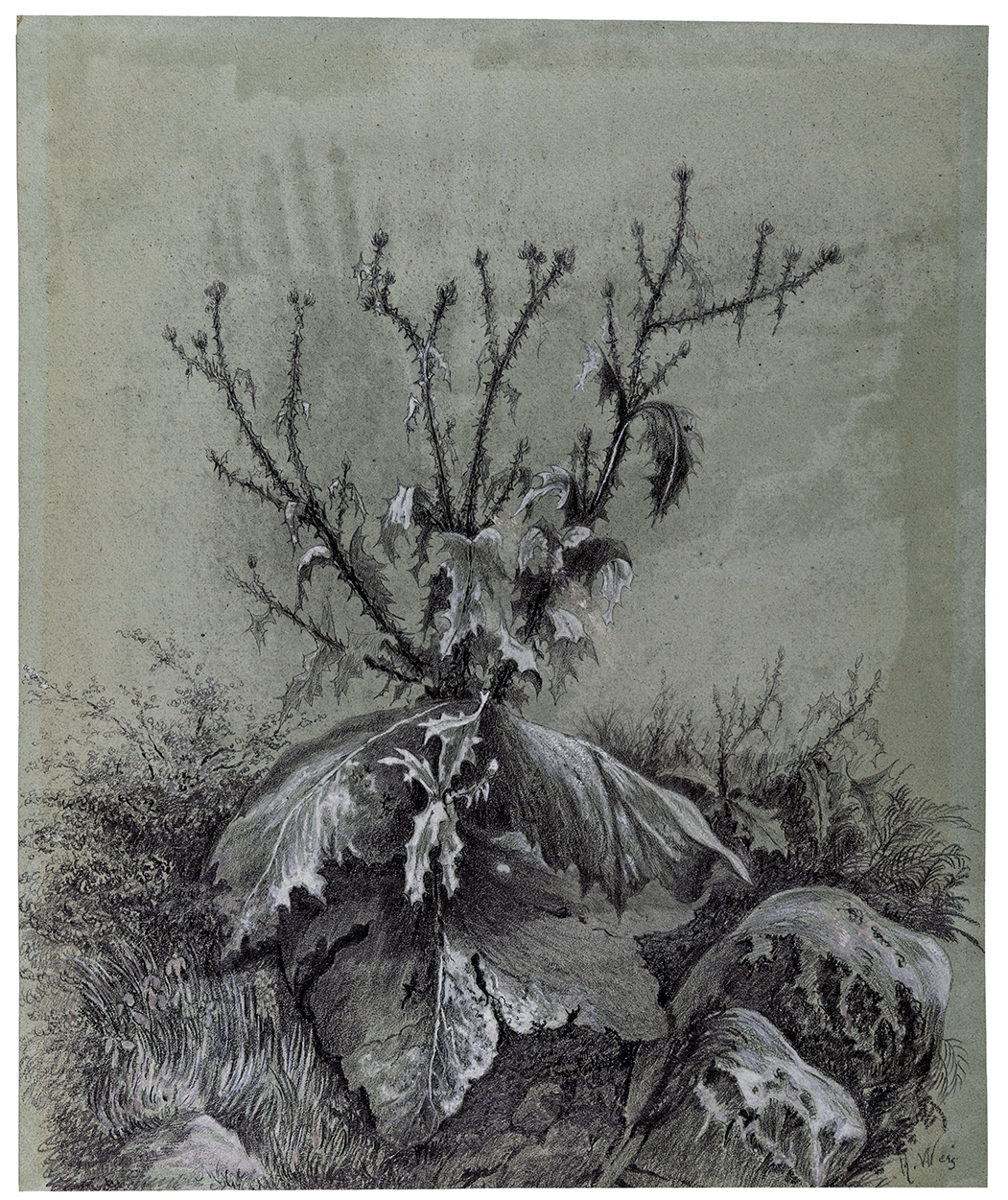
Estudio de la planta del cardo (ca. 1840)
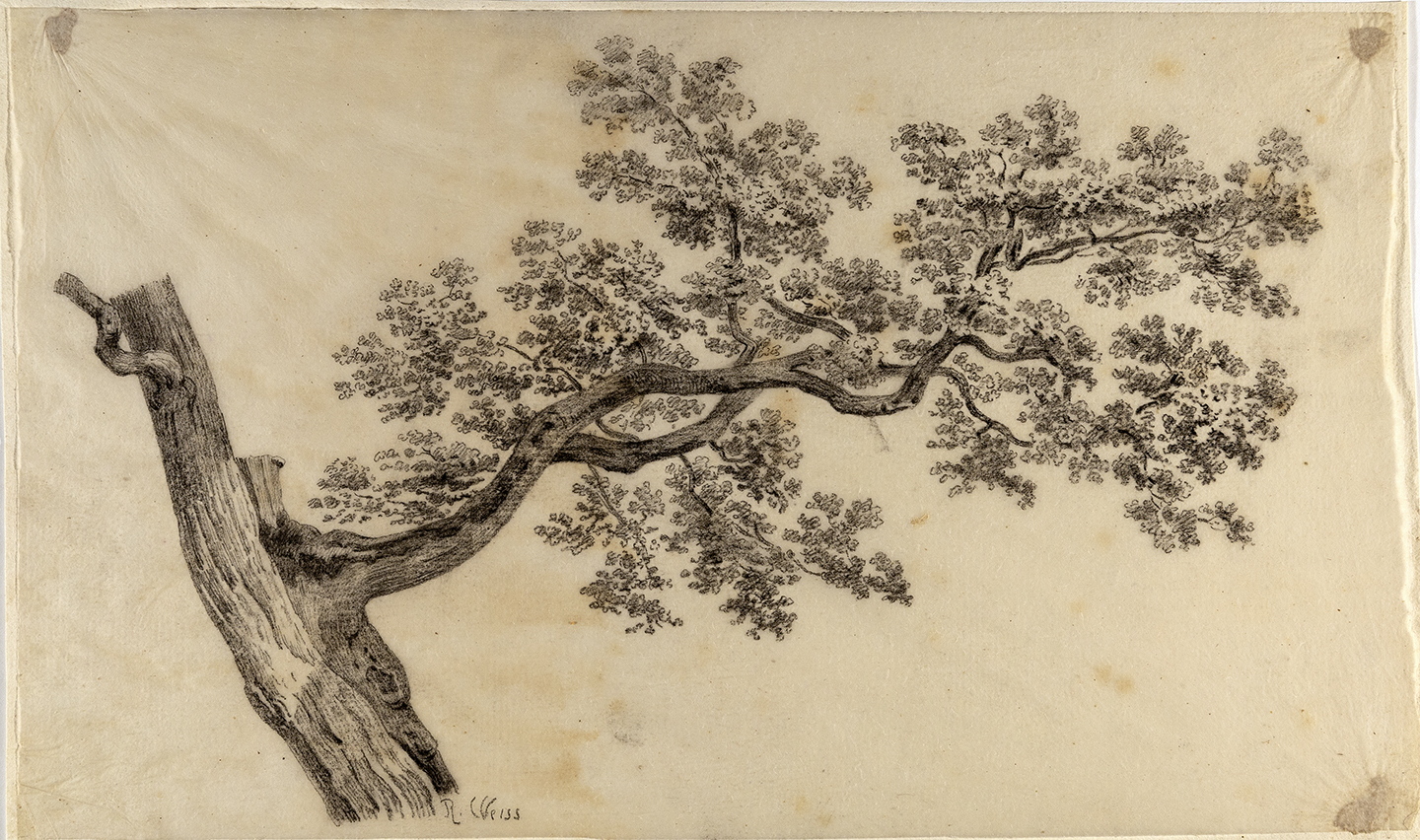
Estudio de árbol
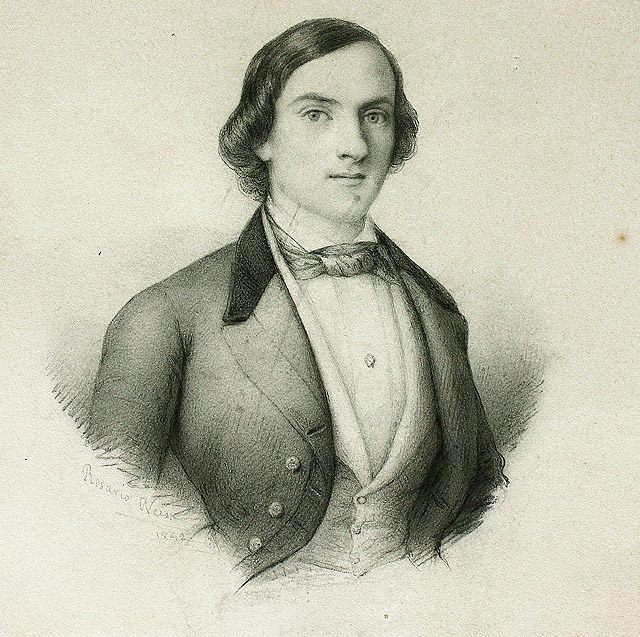
Retrato de su hermano Guillermo (1840)